# Stosunek administracyjnoprawny
Stosunek administracyjnoprawny – stosunek prawny regulowany przez normy prawa administracyjnego. Powstaje wskutek zaistnienia przesłanek faktycznych lub określonych faktów prawnych. Ustaje z chwilą wydania przez organ administracji publicznej, wiążącego rozstrzygnięcia (pogląd dyskusyjny – zdaniem niektórych badaczy, to właśnie decyzja administracyjna kształtuje stosunek administracyjnoprawny).
Elementy stosunku administracyjnoprawnego:
- Przedmiot stosunku administracyjnoprawnego – musi dotyczyć sfery publicznej i być normowany przez kompetentne organy administracji publicznej, w drodze wydawanych na podstawie prawa aktów administracyjnych;

- Podmiot stosunku administracyjnoprawnego – obligatoryjnym uczestnikiem stosunku administracyjnoprawnego jest organ administracji publicznej lub podmiot wykonujący jego funkcje. Podmiotami mogą być również, o ile posiadają osobowość prawa administracyjnego, osoby fizyczne lub grupy, osoby prawne, jednostki organizacyjne itp.;

- Relacje pomiędzy uczestnikami stosunku administracyjnoprawnego – w przeciwieństwie do stosunku cywilnoprawnego, w którym istnieje domniemanie równości stron, stosunek administracyjnoprawny charakteryzuje się nierównorzędnością jego podmiotów. Oznacza to, że organ administracji publicznej jednostronnie rozstrzyga o prawach lub obowiązkach podmiotów stosunku.

Główne rodzaje stosunku administracyjnoprawnego:
- Stosunek materialny – powstaje na skutek zaistnienia stanu faktycznego lub faktu prawnego, wyczerpującego zakres zastosowania norm prawa administracyjnego materialnego. Nawiązanie stosunku materialnego jest związane z nałożeniem na adresatów norm prawa materialnego, określonych w nim praw i obowiązków;

- Stosunek proceduralny – powstaje w wyniku zaistnienia stosunku materialnego, w momencie wszczęcia postępowania administracyjnego. Z mocy stosunku procesowego stronom przysługują, na podstawie prawa administracyjnego procesowego, prawa i obowiązki formalne;

- Stosunek egzekucyjny – jest pochodną stosunku procesowego. Jego istota polega na konieczności bezwzględnego podporządkowania się decyzji egzekucyjnej, organu administracji publicznej wydanej w celu wykonania prawa; łączy się z mniejszą lub większą dolegliwością.

- Stosunek spornoadministracyjny - zawiązuje się w wyniku zaskarżenia aktu administracji do sądu administracyjnego. Przedmiotem jest prawidłowość ustalenia treści stosunku materialnoprawnego. Podmioty w tym stosunku są wobec siebie równorzędne.

Cechy stosunku administracyjnoprawnego
- Powstaje ze względu na normę prawa administracyjnego.
- Jednym z podmiotów tego stosunku jest zawsze podmiot administrujący.
- Typowy stosunek administracyjnoprawny charakteryzuje się brakiem równorzędności podmiotów.
- Podwójna konkretyzacja – stosunek ten łączy konkretnie oznaczony organ z konkretnie oznaczonym podmiotem administracyjnym i dotyczy konkretnej zindywidualizowanej sytuacji.
- Istnieje możliwość wykonania tego stosunku stosując władztwo bez znaczenia na orzeczenia sądowe.
- Uprawnienia i obowiązki wynikające z tego stosunku mają charakter osobisty i co do zasady nie mogą być przenoszone w drodze czynności prawnych np. nie można zbyć koncesji dla innego przedsiębiorstwa.